# María Mercedes (dal)
A María Mercedes Thalía mexikói énekesnő kislemeze harmadik, Love című szólóalbumáról, valamint az azonos című telenovella főcímdala. Szerzői Viviana Pimstein és Francisco Navarrete. A dal stílusa a danzón. Szövege a sorozat főhősének sorsáról szól:
| (spanyolul) «María Mercedes, pa’servirle a usted De mi familia me encargo yo Mi madre nos abandonó Porque mi padre jamás cumplió…» | (magyarul)„María Mercedes, az Ön szolgálatára! A családomról én gondoskodok Az anyám elhagyott minket Mert az apám sosem teljesített…” |
| | |

A dal szintén szerepel a Fonovisa/Univision által 2004-ben kiadott Grandes éxitos című válogatásalbumon.